# Cathy Dennis
Cathy Dennis, de son vrai nom Catherine Roseanne Dennis, née le 25 mars 1969 à Norwich, est une auteur-compositeur, parolière et chanteuse britannique.

## Biographie
Après une carrière solo internationale au succès mitigé, Cathy Dennis a reçu plus de reconnaissance comme auteur de chansons pop avec sept Number Ones Royaume-Uni et cinq Ivor Novello Awards.
À l'adolescence, elle fut repérée par Stevie Wonder alors qu'elle jouait au piano avec son père, lui-même musicien expérimenté. À l'époque, elle travaillait pour Norwich Union. Simon Fuller la fit signer à 17 ans pour Polydor, ce qui marqua le début d'une longue collaboration.
Elle a écrit, entre autres, Toxic pour Britney Spears et Can't Get You Out of My Head pour Kylie Minogue.
En 2004, Cathy Dennis est classée 66e dans la liste Q Magazine des 100 personnes les plus influentes de la musique.
En 2006, elle remporte le titre de femme de l'industrie musicale britannique de l'année.